# Фалометрія
Плетизмографія статевого члена (фалометрія) — процедура вимірювання кровотоку в чоловічих статевих органах. Найпоширенішими методами вимірювання стану статевого члена є вимір окружності із застосуванням тензодатчика, або вимір об'єму пеніса в герметичному циліндрі з надувною манжетою біля основи статевого члена. Процедура вимірювання об'єму була винайдена Куртом Фройндом (чесько-канадський сексолог) і є точнішою, ніж процедура визначення окружності, яка була розроблена незабаром після цього.
Зазвичай використовується, щоб визначити рівень статевого збудження в той час як суб'єкт піддається впливу змісту сексуального характеру, такого як фотографії, фільми або аудіо.

## Законність використання
Агенція по основним правам ЄС піддала критиці використання фалометричних випробувань Чехією для визначення осіб, які шукають притулок видаючи себе за гомосексуалів. Агенція назвала цю практику такою, що порушує Європейську конвенцію з людських справ, право на приватне життя та людську гідність.